# Church's

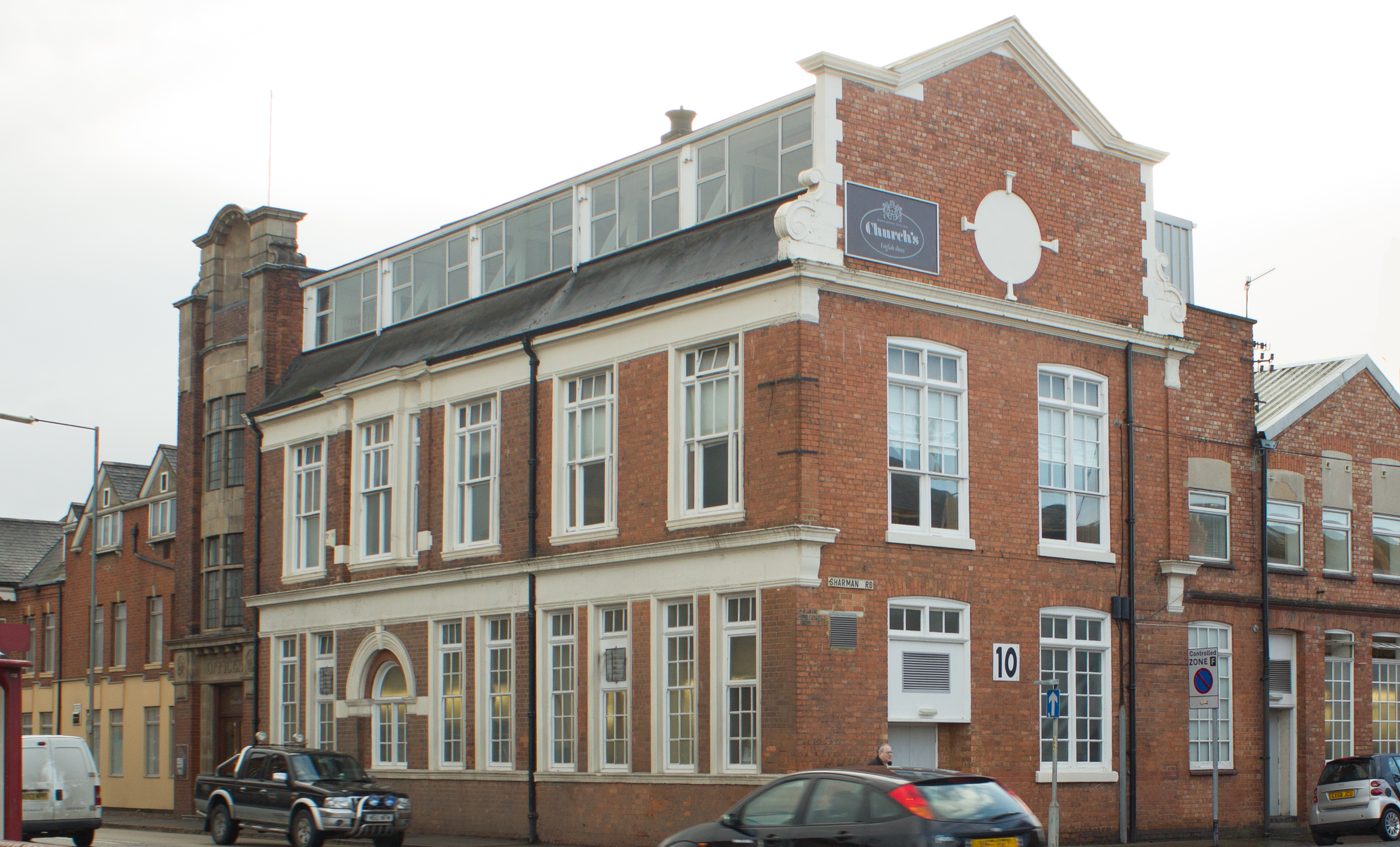
Budova Church's na St James Road v Northamptonu

Church’s je výrobce luxusní obuvi založený v roce 1873 Thomasem Churchem a jeho třemi syny v anglickém Northamptonu. Zde se i dnes vyrábí všechny produkty firmy, a to stále ručně. V devadesátých letech 20. století koupila 83% společnosti italská skupina Prada za 170 milionů dolarů. Prada později prodala 45% podíl investičnímu fondu Equinox.
Někdejší rodinná firma tak dnes zaměstnává přes 700 lidí.
Její budovy se stále nacházejí v oblasti St. James End v Northamptonu, které mají produkční kapacitu až 5000 párů týdně, 70% z výroby jde na vývoz. Společnost své výrobky prodává ve vlastní síti prodejen například v Londýně či Hongkongu či prostřednictvím svých distributorů. Její produkty je možné koupit i v České republice.
Společnost se chce do budoucna zaměřovat více i na další oblasti oblékání, nejen na boty.
Mezi slavné filmové postavy, které nosily boty Church's patří například Pierce Brosnan v roli agenta Jamese Bonda.
Tony Blair, bývalý ministerský předseda Velké Británie, měl "šťastný pár" bot Church's, který nosil na každé parlamentní slyšení více než 10 let.